# 歐德雅
歐德雅（1941年11月27日—2013年2月8日），紐西蘭裔香港法官，1987年5月至1989年4月任香港高等法院原訟庭按察司。
歐德雅1972年來港獲聘任為裁判司，出任高院按察司前歷任最高法院助理經歷司和地方法院法官等職。在高院按察司任內，他在1988年5月主審楊元龍造馬案，期間以其中一名證人在庭外接觸另一名女陪審員為理由，決定另擇日期重審案件，引起公眾輿論和法律界的反響。同年11月，他主審一宗搶劫案的時候被指閱讀小說，引來廣泛批評，並遭到時任首席按察司楊鐵樑爵士予以強烈譴責，結果在同月底宣佈辭職，結束僅僅兩年的按察司生涯。

## 生平

### 早年生涯
歐德雅本身具愛爾蘭血統，1941年11月27日生於紐西蘭南島奧塔哥首府但尼丁，他的父親約翰·約瑟夫·奧戴爾（John Joseph O'Dea）從商，於1916年出生，1941年娶喬治·阿密（George Armit）的女兒格雷絲·安妮·阿密（Grace Ann Armit）為妻，1981年因從事當地的社區工作獲英廷頒授OBE勳銜。
歐德雅的父母育有五子兩女，他是家中長子，早年於1946年至1952年就讀於但尼丁的聖埃德蒙學校（St Edmund's School），1953年至1959年升讀當地的聖保祿高校（St Paul's High School），畢業後於1960年考入奧塔哥大學主修法律，1964年獲法學士學位畢業。

### 司法生涯
大學畢業後，歐德雅先後於1964年和1965年考取執業事務律師和執業大律師資格，並在1965年至1971年於奧克蘭的歐唐納、伍德、卡爾潘及歐德雅律師樓（O'Donnell, Wood, Culpan & O'Dea）合夥和私人執業。1972年，他獲香港政府聘用來港任職裁判司，嗣後於1977年至1979年出任最高法院助理經歷司，以及在1979年至1987年任地方法院法官。在港供職期間，歐德雅也曾經署任土地審裁處裁判司和擔任高等法院暫委按察司等職。在正式工作以外，他還曾於1976年擔任香港裁判司協會副會長一職。
1987年4月，歐德雅獲委任為高等法院原訟庭按察司，並在同年5月15日就任，以替補鮑偉華升任上訴庭按察司後留下的遺缺，而當時的首席按察司是羅弼時爵士。然而，歐德雅在高院按察司任內爆出兩宗醜聞，引起輿論廣泛關注。首宗爭議涉及持續於1986年至1989年間轟動一時的楊元龍造馬案。1986年2月，廉政公署採取行動拘捕包括首腦楊元龍在內的11人，指控他們在1984年至1986年間在英皇御准香港賽馬會舉辦的多場賽馬賽事中，以欺詐手段贏取金錢，唆使騎師未盡全力策騎，從而影響賽事結果和從中收受利益。
未幾，騎師施泰浦和前警司歐陽伯熊兩名被告獲特赦轉作控方證人後，有關楊元龍的控罪率先在1986年9月3日在高院由按察司艾迪遜審結。雖然楊元龍承認六項串謀造馬罪名，但獲得一名香港大學醫科女教授證明身患絕症，聲稱將不久人世，結果獲輕判入獄兩年和緩刑兩年，以及須繳付540萬港元罰款。楊元龍隨後前赴美國養病，但一直到2007年方才逝世。

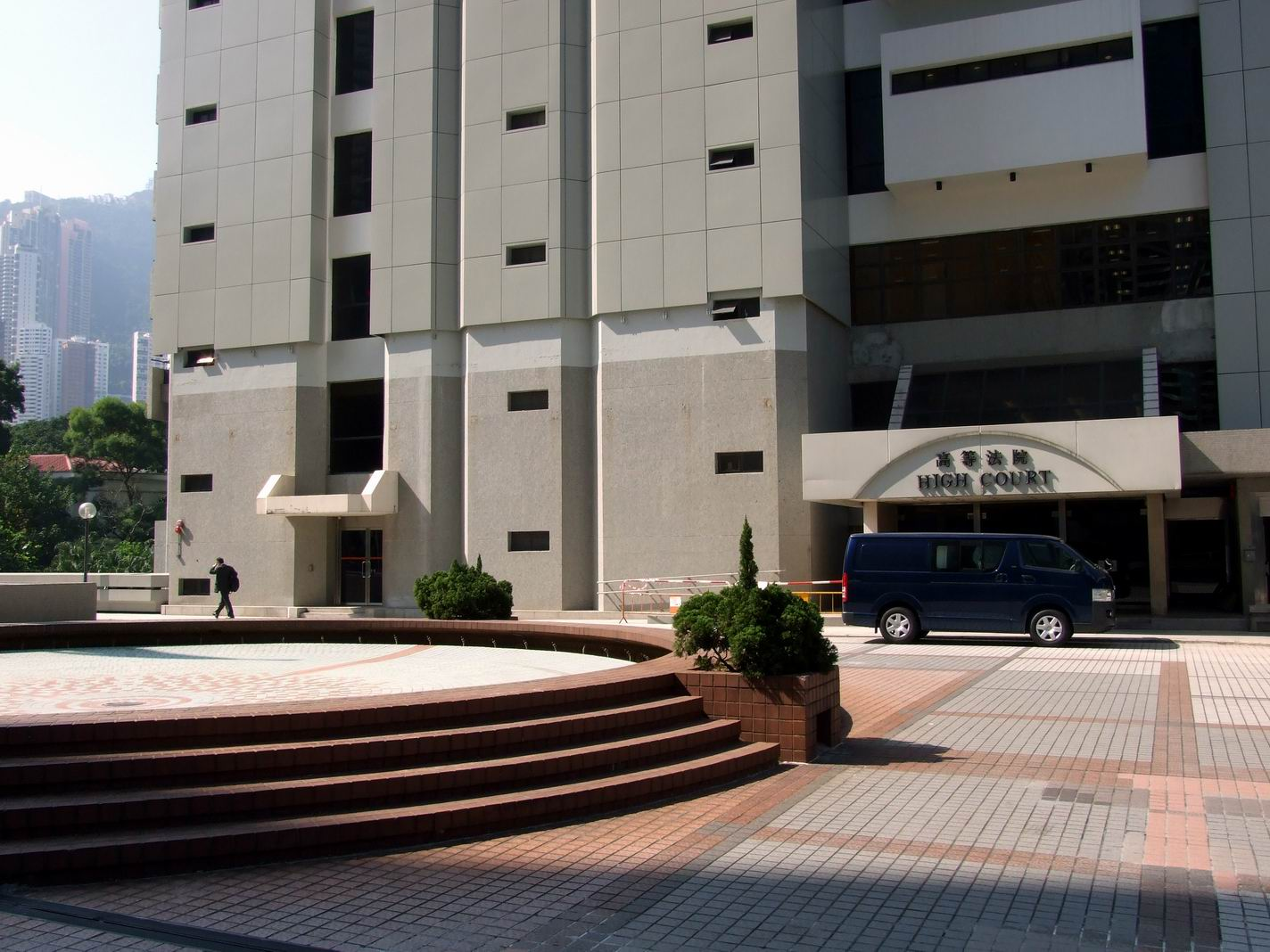
歐德雅在1988年11月被揭發在高等法院主持聆訊期間閱讀小說

繼楊元龍被判罪成後，另外兩名被告，即練馬師艾驊思以及騎師朴仕能，也於1986年12月各被判監一年和罰款30萬港元，但艾驊思因病獲准緩刑兩年，至於另一騎師曹達則於同月獲當局撤控。及至1988年5月4日，涉及餘下五名被告，即商人陳維廉和鄧飛雲、以及騎師譚文就、陳毓培和黃潤生的控罪在高院由歐德雅開庭主審。期間，歐德雅接納控方在庭上播放有關楊元龍在美國三藩市作供的錄影帶，創下香港司法史上首次在庭上播放預先錄製作供片段的紀錄。案件審訊原本順利進行，但臨近尾聲時，卻突然傳出一宗證人騷擾陪審員的事件。事緣其中一名證人朴仕能在5月25日於庭上作供後，同晚到中環蘭桂坊一帶消遣，並在酒後遇上同案另一名外籍女陪審員，期間朴仕能向該名女陪審員「大發牢騷」，事後歐德雅擔心審訊的公正性受到影響，遂於5月30日決定解散陪審團，另擇日期重審案件。
歐德雅因證人和陪審員在庭外接觸而決定重審案件，引起公眾輿論和法律界的反響，身兼大律師公會前主席的御用大律師列顯倫更猛烈批評事件反映「任何審訊都可以因為庭外發生的瑣事而被拖垮」，認為歐德雅不應輕易解散陪審團，擔心事件開了壞的先例，讓人日後有機可乘，透過製造事端影響案件的審訊。遲至1989年6月，案件才由另一名高院原訟庭按察司賴恩重審，而案件開審前，控方再把次被告鄧飛雲轉作污點證人，使被告數目由五人減至四人。同年7月，案件終告審結，陪審團退庭商議後，裁定譚文就、陳毓培和黃潤生三名騎師罪名成立，各入獄18個月，但陪審團始終未能就陳維廉的控罪作出一致裁決。法庭原本決定重審有關陳維廉的控罪，但案件在同年9月再次開審時，陳維廉獲控方不提證供起訴，結果獲主審按察司班立德裁定罪名不成立，當庭獲釋。
繼造馬案在1988年5月宣告重審後，歐德雅在同年11月又捲入另一宗司法醜聞。在1988年11月初，歐德雅在高院主審一宗涉及五名被告的搶劫和處理賊贓案，期間控辯雙方代表多次察覺到他在庭上閱讀小說，歐德雅被投訴後在11月9日宣佈終結審訊，擇日改由另一名按察司重審。歐德雅主持的審訊歷時七天，耗費公帑88,000港元，而事件更引起廣泛關注，一時間成為國際新聞，有報導甚至嘲諷他是「書蟲法官」。時任首席按察司楊鐵樑爵士經調查後認為歐德雅在庭上看小說一事屬實，對他予以強烈譴責。三星期後，備受輿論壓力的歐德雅在11月28日宣佈辭去高院按察司的職務，由翌年4月4日起正式生效，為他的兩年按察司生涯劃上句號。
歐德雅事件在當時的香港司法界只屬冰山一角，早於1987年，另一位高院按察司李栢儉被揭發向一本名人錄虛報出生年份、在皇家海軍的服役年份和除役軍階，結果以健康理由在同年7月辭職。同年9月，上訴庭按察司柏嘉在原訟庭審理佳寧案時，以技術性理由撤銷六名被告被控詐騙的控罪，使六人當庭獲釋，引起軒然大波，柏嘉在翌年3月引咎辭職。涉及司法界的醜聞在當時屢見不鮮，新任首席按察司楊鐵樑爵士在1988年3月就任後，更甚至不諱言地認為，「法律界差不多所有人也深刻感受到司法部的形象在香港以至是在國際商業社群中受損」。

### 晚年生涯
歐德雅辭職後返回紐西蘭過著低調的生活，晚年的他長年患病，2013年2月8日卒於南島奧塔哥首府但尼丁一家療養院內，終年71歲。他的喪禮在同年2月13日於當地舉行，遺體隨後安葬於綠園墓園（Green Park Cemetery）。

## 個人生活
歐德雅信奉羅馬天主教，1965年2月6日於紐西蘭但尼丁迎娶德內拉·安·海斯蒂（Donella Ann Hastie）為妻，兩人育有的兩名女兒和一名兒子分別在1965年、1969年和1976年出生。
在香港生活期間，歐德雅曾於1980年至1983年擔任九龍木球會會長，後於1984年擔任香港草地滾球總會會長。他閒時的興趣包括木球、草地滾球和閱讀。

## 注腳
1. ↑  一作區德雅（Sinclair (1988), p. 306.）
2. 1 2 3 4 5 6 7 8  Sinclair (1988), p. 306.
3. 1 2  Scholefield (1978)
4. ↑  "Supplement to Issue 48641", London Gazette, 12 June 1981, p. 2.
5. 1 2 3  〈班立德歐德雅獲委任按察司〉（1987年4月17日）
6. 1 2 3 4 5 6 7  Lau (20 April 1989), pp. 23-24.
7. 1 2 3 4 5 6 7  〈陳維廉獲判無罪釋放〉（1989年9月8日）
8. 1 2  〈高院審前內庭聆訊，法律問題爭辯未完〉（1988年4月21日）
9. ↑  〈最大造馬案主角楊元龍逝世，患癌為由獲緩刑多活逾20年〉（2007年6月30日）
10. ↑  〈朴仕能即時入獄，艾驊思緩刑兩年〉（1986年12月11日）
11. ↑  〈造馬疑案控方暫不起訴，騎師曹達獲釋百萬保款發還〉（1986年12月13日）
12. ↑  〈楊元龍越洋錄影帶作供，講述私設投注委會經過〉（1988年5月5日）
13. 1 2  〈造馬疑案排期重審，由另一按察司聆訊〉（1988年6月2日）
14. 1 2 3 4  "HONG KONG'S BOOKWORM JUDGE QUITS" (28 November 1988)
15. ↑  Hsu (1992), p. 64.
16. ↑  Lau (6 October 1988), pp. 25-26.
17. 1 2  "Patrick O'DEA" (12 February 2013)

### 英文資料
- Scholefield, Guy Hardy, Who's Who in New Zealand. New Zealand: A. H. & A. W. Reed, 1978.
- Sinclair, Kevin, Who's Who in Hong Kong. Hong Kong: Who's Who in Hong Kong Ltd., 1988.
- Lau, Emily, "Under a dark cloud: the territory's legal system leaves a lot to be desired", Far Eastern Economic Review:142-40, 6 October 1988, pp. 25–26.
- "HONG KONG'S BOOKWORM JUDGE QUITS", Reuters News, 28 November 1988.
- Lau, Emily, "Scandals dog the colony's judiciary: The wobbly bench", Far Eastern Economic Review:144-16, 20 April 1989, pp. 23–24.
- Hsu, Berry Fong-Chung, The Common Law: In Chinese Context. Hong Kong: Hong Kong University Press, 1992.
- "Patrick O'DEA （页面存档备份，存于）", The Press, 12 February 2013.

### 中文資料
- 〈朴仕能即時入獄，艾驊思緩刑兩年〉，《華僑日報》第一張第一頁，1986年12月11日。
- 〈造馬疑案控方暫不起訴，騎師曹達獲釋百萬保款發還〉，《華僑日報》第二第二頁，1986年12月13日。
- 〈班立德歐德雅獲委任按察司〉，《華僑日報》第四張第四頁，1987年4月17日。
- 〈高院審前內庭聆訊，法律問題爭辯未完〉，《華僑日報》第二張第二頁，1988年4月21日。
- 〈楊元龍越洋錄影帶作供，講述私設投注委會經過〉，《大公報》第五版，1988年5月5日。
- 〈造馬疑案排期重審，由另一按察司聆訊〉，《華僑日報》第二張第二頁，1988年6月2日。
- 〈陳維廉獲判無罪釋放〉，《大公報》第七版，1989年9月8日。
- 〈最大造馬案主角楊元龍逝世，患癌為由獲緩刑多活逾20年 （页面存档备份，存于）〉，《太陽報》第七版，2007年6月30日。

## 外部連結
- 最大造馬案主角楊元龍逝世，患癌為由獲緩刑多活逾20年 （页面存档备份，存于），2007年6月30日（太陽報）